# Lisel Salzer
Lisel Salzer (* 26. August 1906 in Wien, Österreich-Ungarn; † 7. Dezember 2005 in Seattle) war eine österreichisch-US-amerikanische Künstlerin und Mitglied der Zinkenbacher Malerkolonie.

## Leben
Der Geburtsname von Lisel Salzer war eigentlich Alice Salzer. Sie wuchs in einer großbürgerlichen Wiener Familie auf. Ihre Mutter hieß Helene, geborene Fried, der Vorname ihres Vaters war Hermann und er betätigte sich als Import-Export-Kaufmann. Beide Eltern kamen 1942 im KZ Theresienstadt um. Nach anfänglichem Privatunterricht besuchte sie bis zur sechsten Klasse, d. h. bis zu ihrem 14. Lebensjahr, ein Realgymnasium. Die Freude am Klavierspiel wurde schon früh grundgelegt. Durch den Rat eines Freundes ihres Vaters, der ihr Talent erkannt hatte, wechselte sie auf die Kunstschule für Frauen und Mädchen, die sog. „Wiener Frauenakademie“. Hier lernte sie Steffi Hirschenhausen und Edith Felkel kennen. Ihr erster Lehrer war Hermann Grom-Rottmayer, ihm folgte Ferdinand Kitt, der spätere Initiator der Zinkenbacher Malerkolonie. Ihre künstlerische  Ausbildung wurde durch einen Aufenthalt in Paris abgerundet, wo sie die Malklasse von André Lhote besuchte und vielfältige künstlerische Eindrücke sammelte. Auch der künstlerische Erfolg blieb nicht aus, sie konnte als eine der ersten Frauen 1928 in der Wiener Secession ausstellen.
Nach Wien zurückgekehrt, konnte sie 1929 das Atelier von Wolfgang Born übernehmen. Das Atelier wurde, wie sie sagte, zu einer „kleinen Wiener Bohéme“. Es trafen sich hier Leute wie die Schriftstellerin Hilde Spiel, die Karikaturistin Lisl Weil, der Komponist Erich Zeisl, die Malerin Bettina Bauer-Ehrlich und ihr Mann, der Bildhauer Georg Ehrlich. In dieser Zeit lernte sie auch ihren späteren Gatten Fritz Grossmann kennen.
Angeregt von ihren Eltern verbrachte sie die Sommerfrische im Salzkammergut. Hier stieß sie zu der Zinkenbacher Malerkolonie, wobei dies – nach ihrer eigenen Aussage – „aufregende und wilde Tage“ waren. Von den politischen Ereignissen merkte Lisel Selzer nichts. Der Einmarsch Hitlers am 12. März 1938 war dann ein Schock, da sie und ihre Freunde politisch nicht interessiert waren und in ihrer Umgebung keine Unterschiede zwischen Juden und Nicht-Juden gemacht worden waren. Aber nach der Annexion Österreichs begann unter den jüdischen Bürgern unaufhaltsam die Emigration, wobei man für die USA ein Affidavit, d. h. eine beeidete Erklärung eines Amerikaners brauchte, dass dieser bereit war, die Einwanderer aufzunehmen. Allerdings konnte nicht jeder eine solche Bestätigung bekommen. 1939 erfolgte dann für Lisel Salzer und Fritz Grossmann über Paris die Ausreise nach New York.
Nach einigen Übergangsproblemen konnte Fritz Grossmann (der sich nach der Emigration Fred Grossmann nannte) eine Arztpraxis eröffnen. Sie selbst begann mit der Porträtmalerei, es folgten Radierungen und Arbeiten in Emaille nach der sog. Limoges-Technik. Mit letzteren Werken errang sie mehrmals einen Preis anlässlich der National Ceramics Exhibition in Syracuse, NY. Später kam in ihrem Werk noch die Freskomalerei hinzu. Lisel Salzer und Fred Grossmann heirateten am 29. Dezember in New York.
Auf einer Urlaubsreise lernte sie die primitive Malerin Grandma Moses kennen und schätzen. Urlaubsreisen zu den Navajo- und den Hopi-Indianern und ein Arbeitsaufenthalt 1948 in Fort Defiance, Arizona, begründeten den Entschluss, aus New York wegzuziehen. Nach einem Zwischenaufenthalt in Livermore (Kalifornien) erfolgte 1950 der letzte Umzug nach Seattle.
Nach dem Tod ihres Mannes (1954) besuchte Lisel Salzer ihre frühere Heimat Wien. Auch 1963 reiste sie nach Österreich, wobei sie u. a. an einem Kurs der Salzburger Sommerakademie von Oskar Kokoschka teilnahm. 1975 folgte eine Reise nach Limoges, wo sie im Museum zahlreiche Emaillearbeiten bewunderte, die für sie eine Anregung waren. Weitere Reisen nach Europa folgten, die letzte führte sie 1984 auch nach St. Wolfgang, wo sie die Gefährtin ihrer Jugend, die Schriftstellerin Hilde Spiel, wieder traf.
Vertreter des Museumsvereins Zinkenbacher Malerkolonie besuchten mehrmals Lisel Salzer in Seattle (erstmals 2002) und diese spendete großzügig viele ihrer Werke für das Museum. Auch nach ihrem Tod wurde der Museumsverein mit Bildern etc. reich beschenkt.
Lisel Salzer ist 99 Jahre 3 Monate und 11 Tage alt geworden.

## Werk
In der Zwischenkriegszeit hat sich Lisel Salzer zwischen 1928 und 1938 in Wien an einer Vielzahl von Ausstellungen der Wiener Secession, des Hagenbundes und der Galerie Würthle beteiligt. Zudem war sie in Prag (Prager Kunstverein), in Ostrau (Kunstverein), in Graz (Joanneum) und in Budapest (Galerie Würthle) an Ausstellungen beteiligt.
Nach ihrer Emigration in die USA haben zwischen 1941 und 1998 Ausstellungen von ihr in New York (u. a. im Hotel Champlain), Detroit (Hudson Gallery), San Francisco (Rotonda Gallery), Seattle (u. a. Charles and Emma Frye Art Museum), Wichita (Wichita Art Association), Olympia (Washington State Capitol Museum), Syracuse, NY (Syracuse Museum of Fine Arts) und Bellevue, WA stattgefunden.
2003 hat das Museum Zinkenbacher Malerkolonie mit ihren Bildern die Ausstellung „Lisel Salzer – Von den letzten und den ersten Dingen. Bilder vor und nach 1939“ gestaltet.